# Kanton Bellegarde-en-Marche
Kanton Bellegarde-en-Marche (francouzsky Canton de Bellegarde-en-Marche) je francouzský kanton v departementu Creuse v regionu Limousin. Tvoří ho devět obcí.

## Obce kantonu
- Bellegarde-en-Marche
- Bosroger
- Champagnat
- La Chaussade
- Lupersat
- Mainsat
- Mautes
- Saint-Domet
- Saint-Silvain-Bellegarde